# Теорема полноты
Теорема полноты —  утверждение о свойствах представлений конечных групп о том, что любую функцию на конечной группе можно разложить по элементам матрицы неприводимых представлений этой группы. Коэффициенты этого разложения называются коэффициентами Фурье по аналогии с теорией тригонометрических рядов. Играет важную роль при применении методов теории групп в физике.

## Формулировка
Любую функцию {\displaystyle F(h)} на конечной группе {\displaystyle G} можно разложить по матричным элементам неприводимых представлений:
{\displaystyle F(h)=\sum _{i=1}^{\sigma }\sum _{m,n=1}^{s_{i}}C_{mn}^{(i)}\tau _{mn}^{(i)}(h)},
здесь: {\displaystyle \sigma } - общее число неэквивалентных неприводимых представлений группы {\displaystyle G}, {\displaystyle s_{i}} - число векторов канонического базиса {\displaystyle i} - го неприводимого представления, {\displaystyle \tau _{mn}^{(i)}} - элементы матрицы {\displaystyle i} - го неприводимого представления. 

## Доказательство
Зададим регулярное представление {\displaystyle T} на группе {\displaystyle G} при помощи оператора {\displaystyle T(g)}, действующего в пространстве {\displaystyle \Phi } функций на группе и определенного соотношением
{\displaystyle T(g)\phi (h)=\psi (h)\equiv \phi (hg)} (1),
где {\displaystyle \phi (h)} - произвольная функция на группе.
Оператор {\displaystyle T(g)} задаёт представление {\displaystyle T} группы {\displaystyle G} в пространстве {\displaystyle \Phi }, так как
{\displaystyle T(e)=E} и {\displaystyle T(g_{1})T(g_{2})=T(g_{1}g_{2})} в силу {\displaystyle T(g_{1})T(g_{2})\phi (h)=T(g_{1})\psi (h)=\psi (hg_{1})=\phi (hg_{1}g_{2})=T(g_{1}g_{2})\phi (h)}.
Пространство {\displaystyle \Phi } можно представить в виде суммы подпространств:
{\displaystyle \Phi =\sum _{\alpha =1}^{\sigma }\sum _{m=1}^{m_{\alpha }}\Phi _{m}^{(\alpha )}}
вследствие того, что, как всякое представление конечной группы, представление {\displaystyle T} является суммой неприводимых 
представлений. Здесь {\displaystyle \Phi _{m}^{(\alpha )},m=1,...,m_{\alpha }} - подпространства, преобразующиеся под действием оператора {\displaystyle T(g)} по неприводимому представлению {\displaystyle \tau _{\alpha }}, {\displaystyle m_{\alpha }} - целое число, означающее число вхождений представления {\displaystyle \tau _{\alpha }} в регулярное представление {\displaystyle T}.
Воспользуемся тем, что в каждом подпространстве {\displaystyle \Phi _{m}^{(\alpha )}} существует канонический базис, совокупность функций {\displaystyle \phi _{j}^{\alpha m}(h),j=1,2,...,s_{\alpha }}, преобразующихся под действием операторов {\displaystyle T(g)} как:
{\displaystyle T(g)\phi _{j}^{\alpha m}(h)=\sum _{l=1}^{s_{\alpha }}\tau _{lj}^{\alpha }(g)\phi _{l}^{\alpha m}(h)} (2)
Базис в пространстве {\displaystyle \Phi } можно получить, объединив базисные функции всех его подпространств и вычислив таким образом коэффициенты {\displaystyle C_{j}^{\alpha m}}. В результате получим:
{\displaystyle F(h)=\sum _{\alpha =1}^{\sigma }\sum _{m=1}^{m_{\alpha }}\sum _{j=1}^{s_{\alpha }}C_{j}^{\alpha m}\phi _{j}^{(\alpha m)}} (3)
Для завершения доказательства определим функции {\displaystyle \phi _{j}^{(\alpha m)}}. Из формул (1, 2) получаем:
{\displaystyle \phi _{j}^{\alpha m}(hg)=\sum _{l=1}^{s_{\alpha }}\tau _{lj}^{\alpha }(g)\phi _{l}^{(\alpha m)}(h)}
Положим в этой формуле {\displaystyle h=e}. Формула примет вид:
{\displaystyle \phi _{j}^{\alpha m}(g)=\sum _{l=1}^{s_{\alpha }}\tau _{lj}^{\alpha }(g)\phi _{l}^{(\alpha m)}(e)}
Таким образом, всякая функция {\displaystyle \phi _{j}^{\alpha m}(g)} раскладывается в ряд по матричным элементам {\displaystyle \tau _{lj}^{\alpha }(g),l=1,2....,s_{\alpha }}. Из равенства (3) следует, что и произвольная функция {\displaystyle F(h)} обладает таким же свойством.  